# Grimselpas

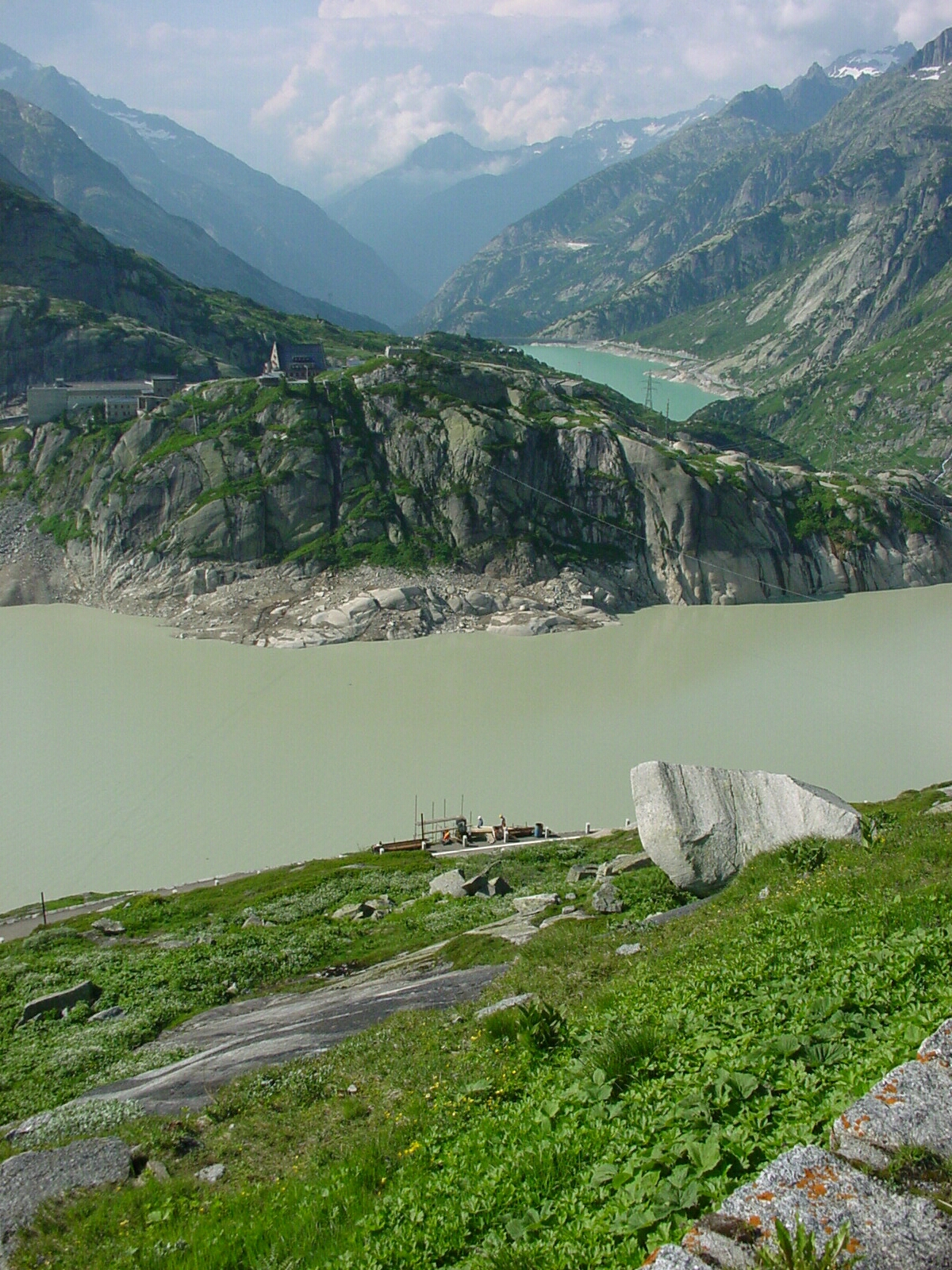
Grimselsee / Räterichsbodensee

De Grimselpas vormt de verbinding tussen de Zwitserse kantons Bern (Innertkirchen) en Wallis (Gletsch) en is een waterscheiding tussen Noordzee en Middellandse Zee. De huidige pasweg is aangelegd in 1894. Vroeger vormde de pas samen met de zuidelijker gelegen Griespas een belangrijke verbinding tussen Noord-Zwitserland en Italië. De pashoogte ligt op 2.165 meter.
Vanuit het noorden kan de pashoogte bereikt worden via het Haslital. Vanuit Innertkirchen moet over een afstand van 25 kilometer een hoogteverschil van bijna 1500 meter overwonnen worden. De weg is goed uitgebouwd, breed en nergens bijzonder steil. Bij Handeck voert sinds 1926 de steilste kabeltrein van Europa, de Gelmerbahn naar de Gelmersee en overspant een hangbrug (Handeckfallbrücke) het op deze plaats zeer smalle dal. Nabij de pashoogte liggen drie grote stuwmeren: de Grimselsee, de Räterichsbodensee en de Oberaarsee. Deze laatste is via een zes kilometer lange zijweg te bereiken. In dit meer wordt het smeltwater van de Oberaargletsjer opgevangen die op de oostflank van de 4.274 meter hoge Finsteraarhorn ligt. Het hospiz van de Grimselpas ligt op een rotspunt op een schiereiland in de Grimselsee op 1.980 meter hoogte, van waaruit men ook de Rhônegletsjer ziet liggen.
In de berg ten noordwesten van de Grimsel Hospiz heeft de Zwitserse krijgsmacht van 1943 tot 1998 bunkers, geschutsinstellingen en troepenonderkomens in gebruik gehad. In 2003 heeft stroomproducent KWO (Kraftwerke Oberhasli) Grimselstrom het gehele gebied van de Zwitserse krijgsmacht overgenomen; de Standseilbahn die van Sommerloch, direct onder de Grimsel Hospiz, tot aan de ingang van de vesting liep, is daarna meteen afgebroken.
Op de kale pashoogte ligt de diepblauwe Totensee en staat een aantal gebouwen waaronder twee hotels en een kleine kapel. De afdaling richting Gletsch is maar kort, namelijk vijfenhalve kilometer. In Gletsch takt een weg naar links af richting Andermatt die over de Furkapas voert.
De Grimselpas wordt vaak in combinatie gereden met de Furkapas en Sustenpas. Samen vormen deze de, bij toeristen populaire, Driepassen-tocht.

## Hydro-elektrische energie
Tussen Guttannen en de pashoogte worden zeven grote en kleine stuwmeren gebruikt voor de elektriciteitsproductie door KWO Grimselstrom en zijn vijf krachtcentrales in gebruik. Alle meren zijn onderaards met elkaar verbonden. Onder de Grimselsee bevindt zich een ondergrondse Standseilbahn naar een ondergrondse krachtcentrale. Ook tussen Guttannen en Handeck bevindt zich een ondergrondse spoorlijn van vijf kilometer lang, de Stollenbahn, die af en toe ook voor het publiek geopend is. KWO Grimselstrom heeft ook bij Innertkirchen en in het dal naar de Sustenpas stuwmeren en krachtcentrales. Ook is deze energiemaatschappij eigenaar van de spoorlijn Meiringen - Innertkirchen.

## Toekomstplannen
Stroomproducent KWO Grimselstrom wil de twee stuwdammen in de Grimselsee 23 meter verhogen, waardoor het meer uiteindelijk op 1932 meter komt te liggen. Hierdoor zal de opslagcapaciteit vergroot- en de energieproductie verhoogd worden. Omdat een deel van de huidige pasweg onder water verdwijnt, zal bij het Grimsel Hospiz een hangbrug aangelegd worden naar de overzijde van de Grimselsee. Dit hele plan wordt aangevochten door milieubewegingen en is nog niet definitief vergund.
KWO Grimselstrom legt naast de productie van schone energie, de nadruk op ontwikkeling van toerisme in het gebied. Zo zijn sinds 2000 enkele bergbanen geopend voor het publiek die daarvoor alleen door werknemers van KWO werden gebruikt, zoals de Gelmerbahn en de twee kabelbanen Tällibahn en Seilbahn Grimsel - Oberaar.

## Galerij

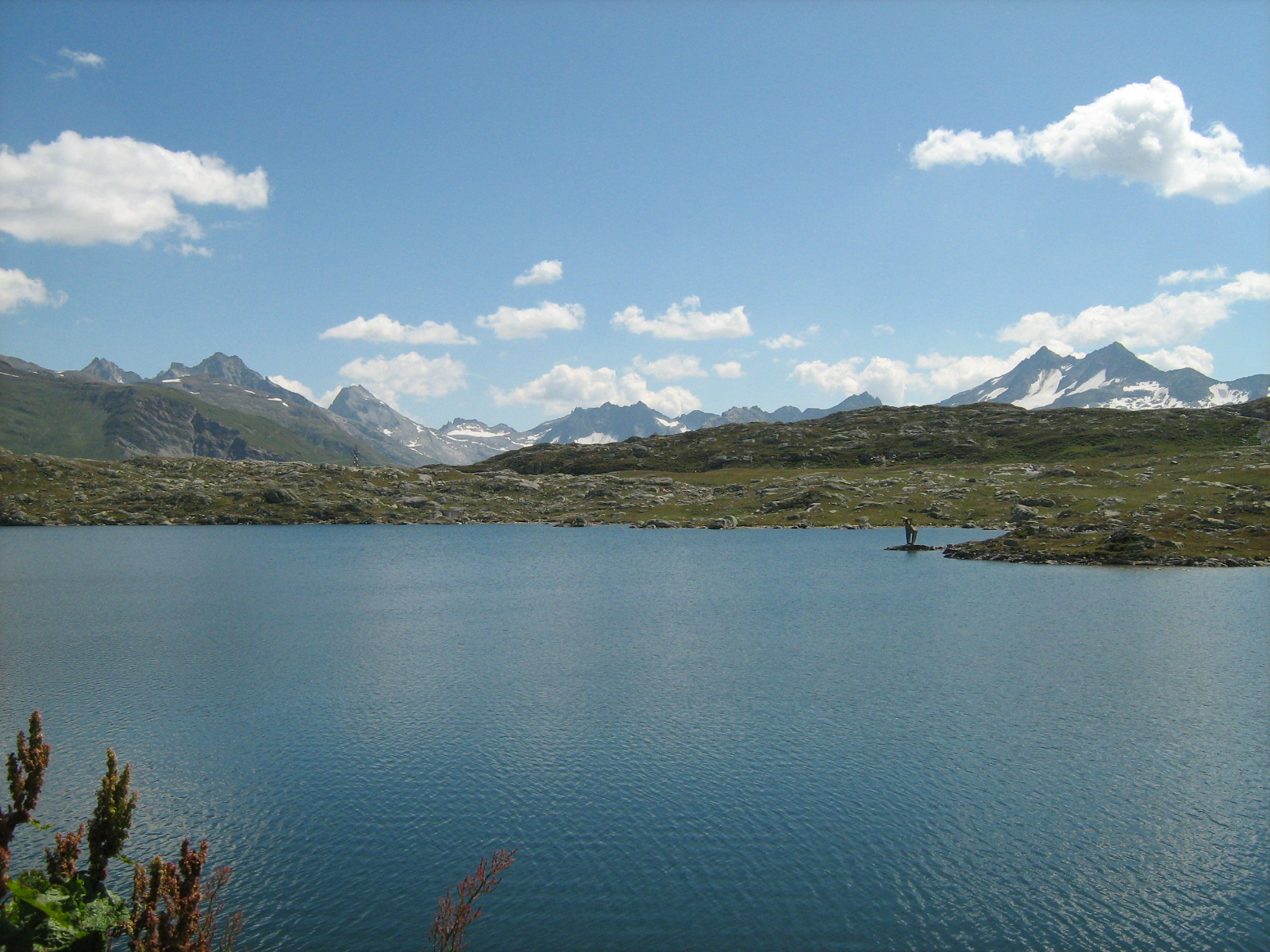
Totensee
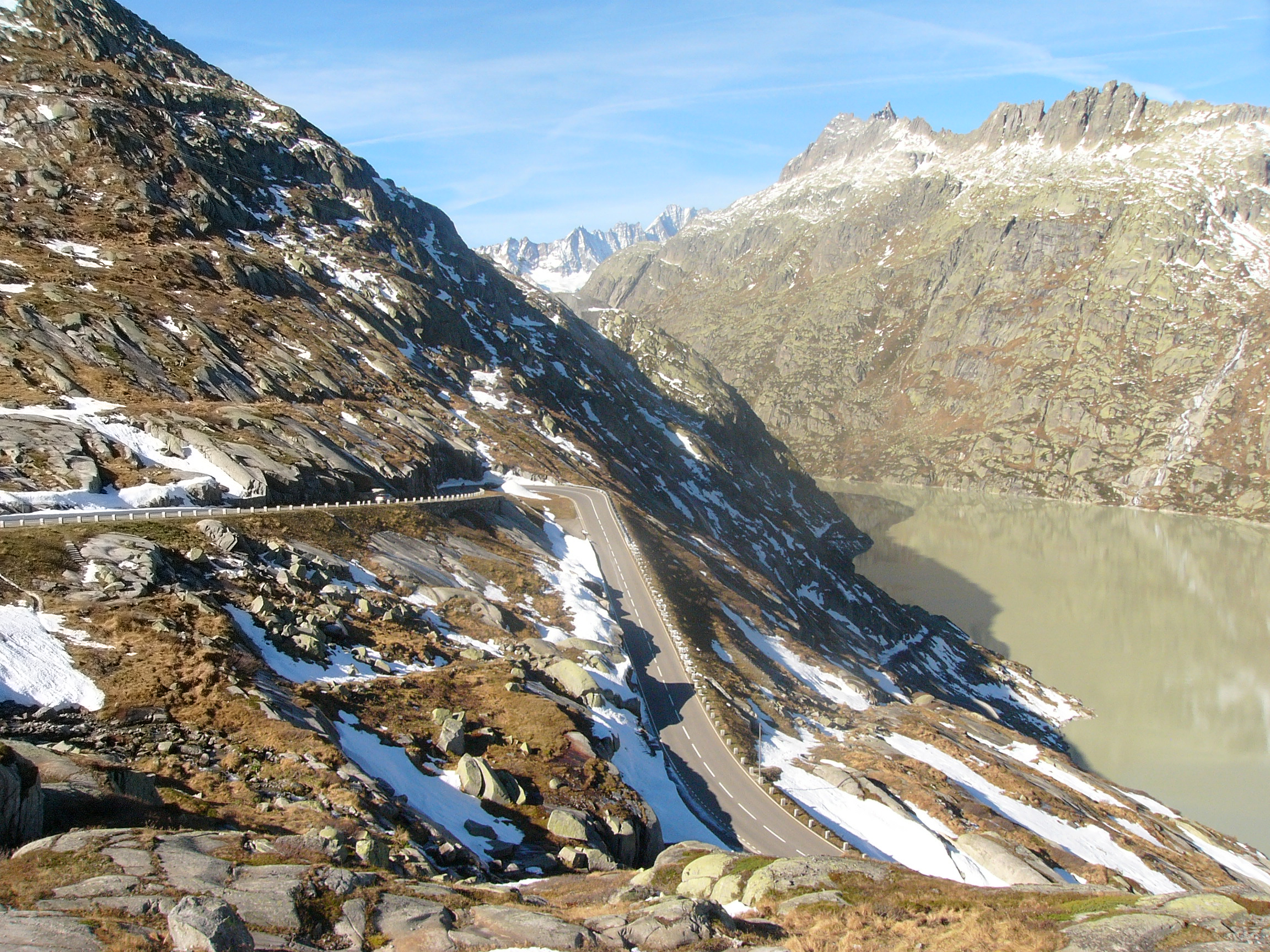
Grimselsee
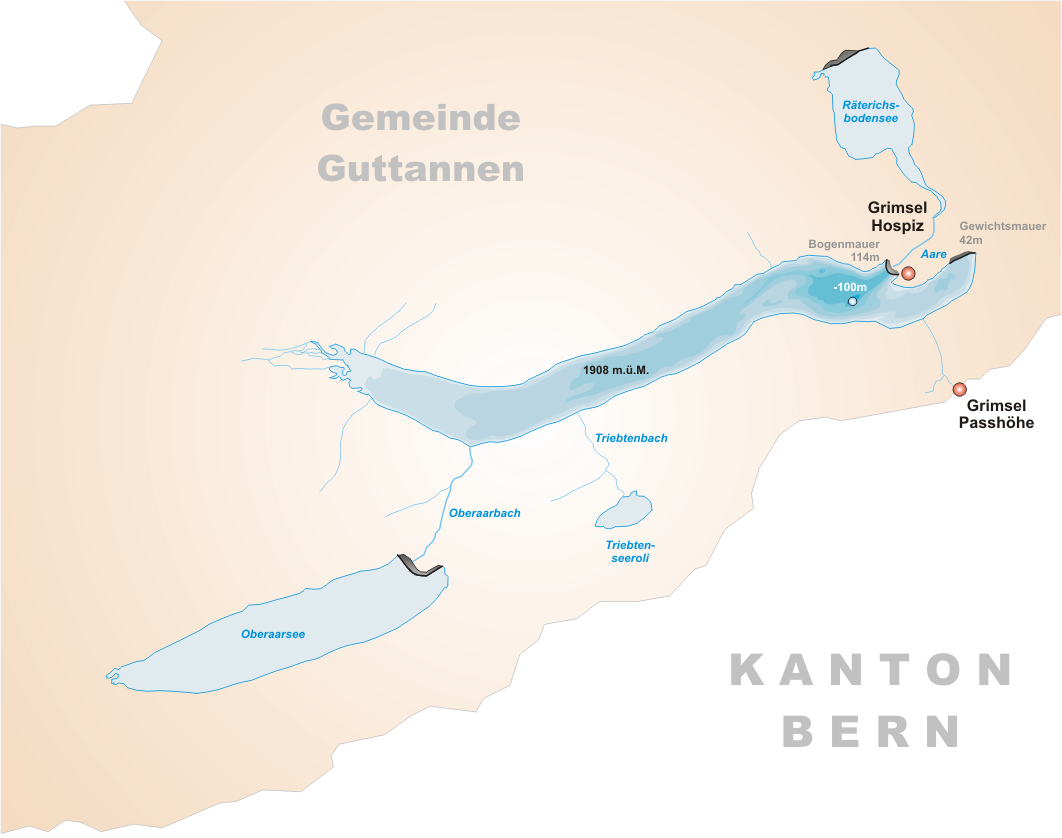
Kaart Grimselsee en Grimsel Hospiz